# John Cowper Powys
John Cowper Powys (Derbyshire (Inglaterra), 8 de octubre de 1872-Blaenau Ffestiniog (Gales), 12 de junio de 1963) fue un escritor y filósofo británico.

## Biografía
Powys nació en Shirley (Derbyshire), hijo de un clérigo victoriano cuyos ancestros tenían propiedades en la frontera con Gales. Su madre era descendiente del poeta William Cowper. Sus dos hermanos menores, Llewelyn Powys y T. F. Powys, también fueron escritores conocidos. John estudió en la Sherborne School y en el Corpus Christi College, Cambridge. Posteriormente se convirtió en profesor, trabajando inicialmente en Inglaterra y después en Europa continental y en los Estados Unidos, en donde vivió entre 1904 y 1934. Mientras estuvo en los Estados Unidos, sus obras fueron dadas a conocer por el autor Theodore Dreiser. Así mismo, realizó debates públicos con Bertrand Russell y con el filósofo e historiador Will Durant. También fue llamada por la defensa durante el primer juicio por obscenidad de la novela Ulises de James Joyce. 
Powys se volvió famoso como un poeta y ensayista y también produjo varias novelas aclamadas por su descripción detallada y sensual. Sus novelas más conocidas son A Glastonbury Romance (1932) y Wolf Solent (1929). Así mismo, Powys escribió varios libros de filosofía y de crítica literaria. Luego de su regreso al Reino Unido, vivió brevemente en Inglaterra y después se mudó a Corwen (Galés), en donde escribió varias novelas históricas románticas. Posteriormente, se mudó a Blaenau Ffestiniog, en donde permaneció hasta su muerte en 1963.

## Estilo
La novelas de Powys son conocidas por su gran tamaño y sus numerosos personajes. Además, sus obras incluyen múltiples referencias a la mitología y cultura galesa. Asimismo, Powys ambientaba sus obras en mundos ocultistas y animistas, en los que los objetos inanimados tienen alma y opiniones.

## Obras

### Novelas
- You and Me (1975)
- Two and Two (1974)
- Real Wraiths (1974)
- All or Nothing (1960)
- Homer and the Aether (1959)
- Up and Out (1957)
- The Brazen Head (1956)
- Atlantis (1954)
- The Inmates (1952)
- Porius (1951)
- Owen Glendower (1940)
- Morwyn: or The Vengeance of God (1937)
- Maiden Castle (1936)
- Jobber Skald (1935)
- Weymouth Sands (1934)
- A Glastonbury Romance (1932)
- Wolf Solent (1929)
- Ducdame (1925)
- After My Fashion (1919)
- Rodmoor (1916)
- Wood and Stone (1915)

### Filosofía
- In Spite of: A Philosophy for Everyone (1953)
- The Art of Growing Old (1944)
- The Pleasures of Literature (1938)
- The Art of Happiness (1935)
- A Philosophy of Solitude (1933)
- In Defense of Sensuality (1930)
- The Meaning of Culture (1929)
- One Hundred Best Books (1923)

### Libros de cuentos
- Three Fantasies (1985)
- Romer Mowl and Other Stories (1974)
- The Owl, The Duck, and - Miss Rowe! Miss Rowe! (1930)